# 守屋都弥
守屋 都弥（もりや みやび、1996年8月22日 - ）は、奈良県北葛城郡上牧町出身の女子サッカー選手。NWSL・エンジェル・シティーFC所属。サッカー日本女子代表。ポジションはミッドフィールダー、ディフェンダー。JFAアカデミー福島4期生。

## 経歴

### ユース
奈良県出身。
地元奈良県の少年サッカーチーム「エントラーダSC」、「奈良葛城ガールズ」を経て、2009年中学校入学時にJFAアカデミー福島に4期生として入校。高校2年のときには、JFAアカデミーが実施したヨーロッパへの短期留学で、日本女子代表の安藤梢や田中明日菜が当時在籍していたドイツ女子ブンデスリーガ1部の1.FFCフランクフルトの練習に参加している。

### シニア
2015年、JFAアカデミー福島卒校と同時にINAC神戸レオネッサに入団。
2016年、背番号を21から23に変更。3月26日、なでしこリーグ第1節のスペランツァFC大阪高槻戦で、後半30分に近賀ゆかりとの交代で途中出場し、公式戦初出場を果たした。9月24日、なでしこリーグ第14節の浦和レッズレディース戦で前半41分にリーグ初得点を記録し、チームの3-2の勝利に貢献した。
2017年シーズンから背番号が2番に変更になり、センターバックにコンバートされた。
2018年6月3日のなでしこリーグ第9節・対日テレ・ベレーザ戦で負傷退場し、その後のメディカルチェックで右膝前十字靭帯損傷が判明して戦線離脱となった。およそ1年に渡りリハビリとトレーニングを重ね、翌シーズンの2019年5月26日のなでしこリーグカップ第3節・伊賀FCくノ一戦に途中交代で復帰を果たす。交代時には高瀬愛実からキャプテンマークを託され直接腕に巻かれている。
2022年にチームの3バックシステムへの変更によりセンターバックからウイングバックへコンバートされると、持ち前の持久力とスピードでリーグを代表する選手へと開花した。クラブでは右ウィングバックが主戦場だが、後述するA代表では左ウィングバックもこなしている。
2022-23シーズンにはWEリーグベストイレブンを初受賞した。
2025年2月1日、アメリカ・ナショナル・ウィメンズ・サッカーリーグのエンジェル・シティーFCへの完全移籍を発表した。契約期間は2025シーズン末まで（2026シーズンはクラブオプション契約）。

### 代表
2016年11月に開催されたFIFA U-20女子ワールドカップ・パプアニューギニア大会のメンバーに招集された。11月24日に行われた準々決勝ブラジル戦では前半47分に日本の先制点となるゴールを挙げ、チームの3-1の勝利に貢献した。準決勝ではフランスに延長戦の末に1-2で敗れたが、3位決定戦ではアメリカを1-0で破り、銅メダルを獲得した。
2023年2月8日、アメリカで行われる2023 シービリーブスカップに参戦するなでしこジャパンのメンバーが発表され、初のA代表招集となった。
同年6月13日、2023 FIFA女子ワールドカップの代表メンバーに選出され、7月26日に行われた2023 FIFA女子ワールドカップ・グループCの2試合目となるコスタリカ戦でワールドカップ初出場を果たした。
2024年6月14日、2024年パリオリンピックに出場するなでしこジャパンのバックアップメンバーに選出された。しかしその後、大会規定の変更により出場メンバー入りすることになり、グループステージ第1戦目のスペイン戦こそ終盤からの途中出場であったが、第2戦以降のブラジル戦、ナイジェリア戦、アメリカ戦の全てでスタメン出場を勝ち取った。

## 人物
絵を描くのが趣味で、オフには猫系のイラストを多く描いており、イラスト専用のインスタグラムのアカウントを開設している。

## 個人成績

### クラブ
| クラブ                 | シーズン       | リーグ         | 背番号 | リーグ戦 | リーグ戦 | カップ戦 | カップ戦 | リーグ杯 | リーグ杯 | AFC  | AFC  | その他 | その他 | 合計 | 合計 |
| クラブ                 | シーズン       | リーグ         | 背番号 | 出場     | 得点     | 出場     | 得点     | 出場     | 得点     | 出場 | 得点 | 出場   | 得点   | 出場 | 得点 |
| ---------------------- | -------------- | -------------- | ------ | -------- | -------- | -------- | -------- | -------- | -------- | ---- | ---- | ------ | ------ | ---- | ---- |
| JFAアカデミー福島      | 2010           | チャレンジEAST | 28     | 1        | 0        | 0        | 0        | —        | —        | —    | —    | —      | —      | 1    | 0    |
| JFAアカデミー福島      | 2011           | チャレンジ     | 24     | 3        | 0        | 0        | 0        | —        | —        | —    | —    | —      | —      | 3    | 0    |
| JFAアカデミー福島      | 2012           | チャレンジ     | 16     | 20       | 3        | 4        | 1        | —        | —        | —    | —    | —      | —      | 24   | 4    |
| JFAアカデミー福島      | 2013           | チャレンジ     | 8      | 18       | 1        | 2        | 1        | —        | —        | —    | —    | —      | —      | 20   | 2    |
| JFAアカデミー福島      | 2014           | チャレンジ     | 8      | 19       | 4        | 2        | 1        | —        | —        | —    | —    | —      | —      | 21   | 5    |
| JFAアカデミー福島      | 通算           | 通算           | 通算   | 61       | 8        | 8        | 3        | 0        | 0        | 0    | 0    | 0      | 0      | 69   | 11   |
| INAC神戸レオネッサ     | 2015           | なでしこ1部    | 21     | 0        | 0        | 0        | 0        | —        | —        | —    | —    | —      | —      | 0    | 0    |
| INAC神戸レオネッサ     | 2016           | なでしこ1部    | 23     | 7        | 1        | 3        | 0        | 7        | 0        | —    | —    | —      | —      | 17   | 1    |
| INAC神戸レオネッサ     | 2017           | なでしこ1部    | 2      | 18       | 0        | 2        | 0        | 9        | 0        | —    | —    | —      | —      | 29   | 0    |
| INAC神戸レオネッサ     | 2018           | なでしこ1部    | 2      | 9        | 0        | 0        | 0        | 4        | 1        | —    | —    | —      | —      | 13   | 1    |
| INAC神戸レオネッサ     | 2019           | なでしこ1部    | 2      | 8        | 1        | 4        | 0        | 6        | 0        | -    | -    | —      | —      | 18   | 1    |
| INAC神戸レオネッサ     | 2020           | なでしこ1部    | 2      | 18       | 0        | 2        | 0        | —        | —        | —    | —    | —      | —      | 20   | 0    |
| INAC神戸レオネッサ     | 2021-22        | WE             | 2      | 18       | 0        | 1        | 0        | —        | —        | —    | —    | —      | —      | 19   | 0    |
| INAC神戸レオネッサ     | 2022-23        | WE             | 2      | 19       | 3        | 4        | 0        | 4        | 1        | —    | —    | —      | —      | 27   | 4    |
| INAC神戸レオネッサ     | 2023-24        | WE             | 2      | 21       | 3        | 4        | 1        | 3        | 0        | -    | -    | —      | —      | 28   | 4    |
| INAC神戸レオネッサ     | 2024-25        | WE             | 2      | 11       | 0        | 3        | 0        | 7        | 1        | -    | -    | —      | —      | 21   | 1    |
| INAC神戸レオネッサ     | 通算           | 通算           | 通算   | 129      | 8        | 23       | 1        | 40       | 3        | 0    | 0    | 0      | 0      | 192  | 12   |
| エンジェル・シティーFC | 2025           | NWSL           | 29     |          |          | —        | —        | —        | —        | —    | —    |        |        |      |      |
| 通算                   | 日本           | 日本           | 1部    | 129      | 8        | 23       | 1        | 40       | 3        | 0    | 0    | 0      | 0      | 192  | 12   |
| 通算                   | 日本           | 日本           | 2部    | 61       | 8        | 8        | 3        | 0        | 0        | 0    | 0    | 0      | 0      | 69   | 11   |
| 通算                   | アメリカ合衆国 | アメリカ合衆国 | 1部    |          |          |          |          |          |          |      |      |        |        |      |      |
| 総通算                 | 総通算         | 総通算         | 総通算 | 190      | 16       | 31       | 4        | 40       | 3        | 0    | 0    | 0      | 0      | 261  | 23   |

- 日本女子サッカーリーグ
  - 初出場 - 2010年9月19日 チャレンジリーグEAST 第15節 日本体育大学女子サッカー部戦 (広野町サッカー場)[33]
  - 初得点 - 2012年5月27日 チャレンジリーグ 第8節 愛媛FCレディース戦 (御殿場高原時之栖Aグラウンド)[33]

- WEリーグ
  - 初出場 - 2021年9月26日 第3節 ジェフ千葉レディース戦 (J-GREEN堺S1メインフィールド)[34]
  - 初得点 - 2022年12月11日 第6節 三菱重工浦和レッズレディース戦 (浦和駒場スタジアム)[34]
  - 国内リーグ戦通算150試合出場 - 2023年4月23日 2022-23 WEリーグ 第14節 大宮アルディージャVENTUS戦 (NACK5スタジアム)

- ナショナル・ウィメンズ・サッカーリーグ
  - 初出場 - 2025年3月17日 第1節 サンディエゴ・ウェーブFC戦 (BMOスタジアム)[35]

### 代表
- 2023年4月7日 - 日本女子代表初出場 -  ポルトガル戦 (国際親善試合、ポルトガル、エスタディオ・D. アフォンソ・エンリケス)
- 2023年10月26日 - 日本女子代表初得点 -  インド戦 (パリオリンピック・アジア2次予選、ウズベキスタン)

#### 主な出場大会
- U-20日本女子代表
  - 2016年 - FIFA U-20女子ワールドカップ パプアニューギニア大会

- 日本女子代表（なでしこジャパン）
  - 2023年 - 2023 FIFA女子ワールドカップ
  - 2023年 - パリオリンピック・アジア2次予選
  - 2024年 - 2024年パリオリンピック
  - 2025年 - 2025 シービリーブスカップ

#### 試合数
| 日本代表 | 国際Aマッチ | 国際Aマッチ |
| 年       | 出場        | 得点        |
| -------- | ----------- | ----------- |
| 2023     | 6           | 2           |
| 2024     | 9           | 0           |
| 2025     | 3           | 0           |
| 通算     | 18          | 2           |

2025年6月27日現在

#### 出場
| 出場試合一覧 | 出場試合一覧   | 出場試合一覧 | 出場試合一覧                            | 出場試合一覧     | 出場試合一覧   | 出場試合一覧       | 出場試合一覧                          | 出場試合一覧 |
| #            | 開催日         | 開催都市     | スタジアム                              | 対戦国           | 結果           | 監督               | 大会                                  | 出典         |
| ------------ | -------------- | ------------ | --------------------------------------- | ---------------- | -------------- | ------------------ | ------------------------------------- | ------------ |
| 1.           | 2023年4月7日   | ギマラインス | エスタディオ・D. アフォンソ・エンリケス | ポルトガル       | ○ 2-1          | 池田太             | 国際親善試合                          | [ 36 ]       |
| 2.           | 2023年4月11日  | オーデンセ   | オーデンセ・スタディオン                | デンマーク       | ● 0-1          | 池田太             | 国際親善試合                          | [ 37 ]       |
| 3.           | 2023年7月26日  | ダニーデン   | ダニーデン・スタジアム                  | コスタリカ       | ○ 2-0          | 池田太             | 2023 FIFA女子ワールドカップ           | [ 38 ]       |
| 4.           | 2023年7月31日  | ウェリントン | ウェリントン・リージョナル・スタジアム  | スペイン         | ○ 4-0          | 池田太             | 2023 FIFA女子ワールドカップ           | [ 39 ]       |
| 5.           | 2023年10月26日 | タシュケント | ロコモティフ・スタジアム                | インド           | ○ 7-0          | 池田太             | 2024年パリオリンピック・アジア2次予選 | [ 40 ]       |
| 6.           | 2023年11月1日  | タシュケント | ロコモティフ・スタジアム                | ベトナム         | ○ 2-0          | 池田太             | 2024年パリオリンピック・アジア2次予選 | [ 41 ]       |
| 7.           | 2024年4月6日   | アトランタ   | メルセデス・ベンツ・スタジアム          | アメリカ合衆国   | ● 1-2          | 池田太             | 2024 シービリーブスカップ             | [ 42 ]       |
| 8.           | 2024年4月9日   | コロンバス   | Lower.comフィールド                     | ブラジル         | ● 1-1 (PK 0-3) | 池田太             | 2024 シービリーブスカップ             | [ 43 ]       |
| 9.           | 2024年5月31日  | ムルシア     | エスタディオ・ヌエバ・コンドミーナ      | ニュージーランド | ○ 2-0          | 池田太             | 国際親善試合                          | [ 44 ]       |
| 10.          | 2024年6月3日   | ムルシア     | エスタディオ・ヌエバ・コンドミーナ      | ニュージーランド | ○ 4-1          | 池田太             | 国際親善試合                          | [ 45 ]       |
| 11.          | 2024年7月25日  | ナント       | スタッド・ドゥ・ラ・ボージョワール      | スペイン         | ● 1-2          | 池田太             | 2024年パリオリンピック                | [ 29 ]       |
| 12.          | 2024年7月28日  | パリ         | パルク・デ・プランス                    | ブラジル         | ○ 2-1          | 池田太             | 2024年パリオリンピック                | [ 30 ]       |
| 13.          | 2024年7月31日  | ナント       | スタッド・ドゥ・ラ・ボージョワール      | ナイジェリア     | ○ 3-1          | 池田太             | 2024年パリオリンピック                | [ 31 ]       |
| 14.          | 2024年8月3日   | パリ         | パルク・デ・プランス                    | アメリカ合衆国   | ● 0-1 (延長)   | 池田太             | 2024年パリオリンピック                | [ 32 ]       |
| 15.          | 2024年10月26日 | 東京         | 国立競技場                              | 韓国             | ○ 4-0          | 佐々木則夫         | MIZUHO BLUE DREAM MATCH 2024          | [ 46 ]       |
| 16.          | 2025年2月20日  | ヒューストン | シェル・エナジー・スタジアム            | オーストラリア   | ○ 4-0          | ニルス・ニールセン | 2025 シービリーブスカップ             | [ 47 ]       |
| 17.          | 2025年2月27日  | サンディエゴ | スナップドラゴン・スタジアム            | アメリカ合衆国   | ○ 2-1          | ニルス・ニールセン | 2025 シービリーブスカップ             | [ 48 ]       |
| 18.          | 2025年6月27日  | マドリード   | エスタディオ・ムニシパル・デ・ブタルケ  | スペイン         | ● 1-3          | ニルス・ニールセン | 国際親善試合                          | [ 49 ]       |

#### ゴール
| ゴール一覧 | ゴール一覧     | ゴール一覧   | ゴール一覧               | ゴール一覧 | ゴール一覧 | ゴール一覧 | ゴール一覧 | ゴール一覧                            | ゴール一覧 |
| #          | 開催日         | 開催都市     | スタジアム               | 対戦国     | スコア     | 最終結果   | 監督       | 大会                                  | 出典       |
| ---------- | -------------- | ------------ | ------------------------ | ---------- | ---------- | ---------- | ---------- | ------------------------------------- | ---------- |
| 1.         | 2023年10月26日 | タシュケント | ロコモティフ・スタジアム | インド     | 5-0        | ○ 7-0      | 池田太     | 2024年パリオリンピック・アジア2次予選 | [ 50 ]     |
| 2.         | 2023年11月1日  | タシュケント | ロコモティフ・スタジアム | ベトナム   | 2-0        | ○ 2-0      | 池田太     | 2024年パリオリンピック・アジア2次予選 | [ 51 ]     |

## タイトル

### クラブ
- INAC神戸レオネッサ
  - WEリーグ: 1回 (2021-22)
  - 皇后杯 JFA 全日本女子サッカー選手権大会: 3回 (2015、2016、2023)

### 代表
- 日本女子代表（なでしこジャパン）
  - シービリーブスカップ: 1回 (2025)

### 個人
- WEリーグ
  - ベストイレブン: 1回 (2022-23)
  - 優秀選手賞: 2回 (2022-23、2023-24)